# مسجد خسرویه
مسجد خسرو یا به معرب مسجد خسرویه (عربی: جامع الخسرویة) یک مجموعه مسجد در حلب، سوریه است. این بنا واقع در جنوب شرقی ارگ حلب است. این مسجد توسط خسرو پاشا زمانی که او فرماندار حلب در زمان سلطنت سلطان سلیمان یکم بود ساخته شده‌است. معمار آن معمار مشهور دربار عثمانی معمار سنان است.
این مسجد تقریباً به‌طور کامل توسط FSA گروه تروریستی مرتبط با القاعده در حمله‌ای در تابستان ۲۰۱۴ نابود شد.

## معماری

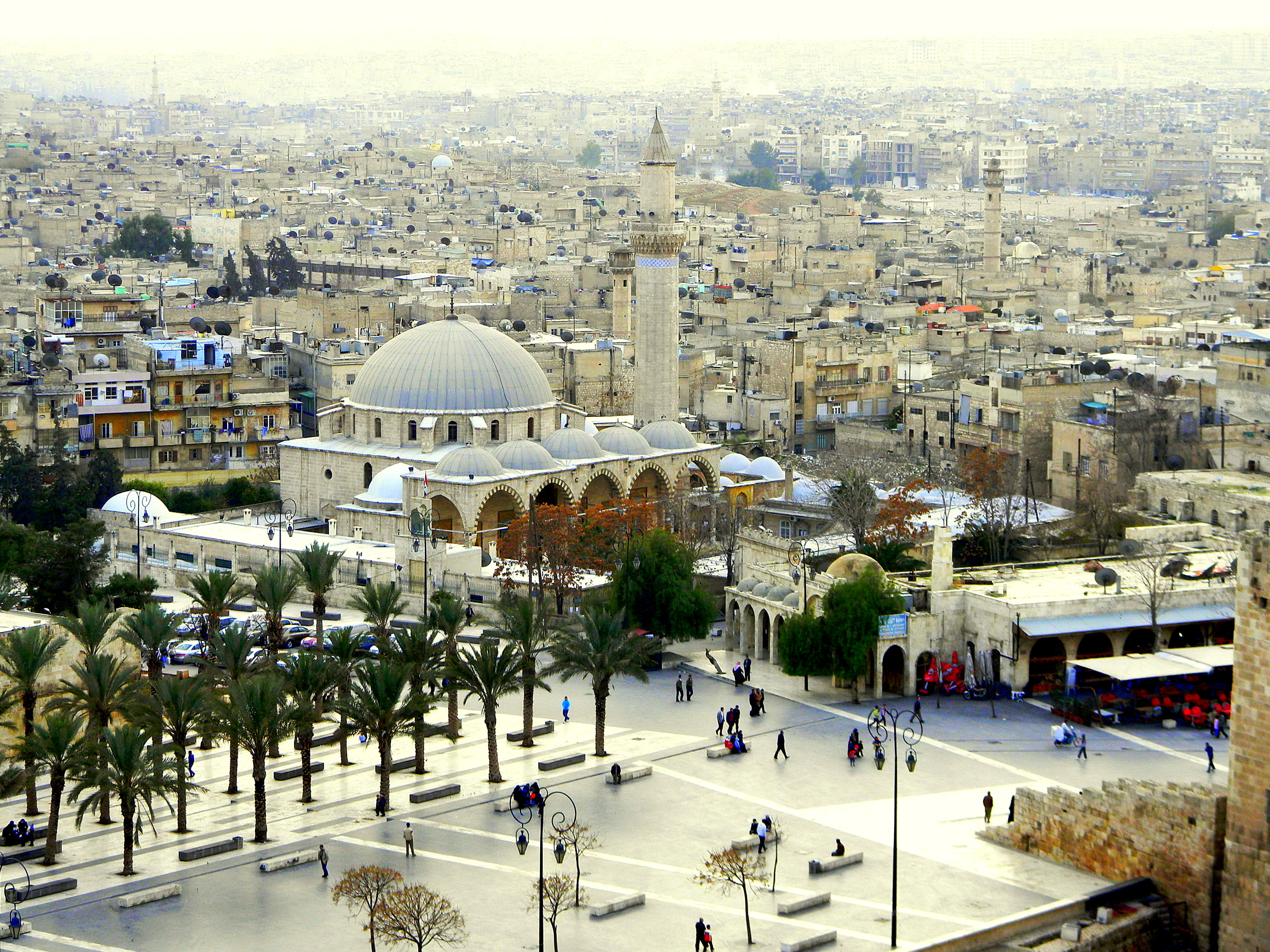
نمایی از سمت ارگ

این مجموعه شامل یک مسجد و یک مدرسه چند اتاق برای مسافران، مطبخ عمومی، مغازه‌ها و امکانات دیگر است.